# Будра
Бу́дра, или коша́чья мя́та (лат. Glechóma) — род многолетних травянистых растений семейства Яснотковые (Lamiaceae). Всего около 10 видов, распространённых в лесах Евразийского континента.

## Название

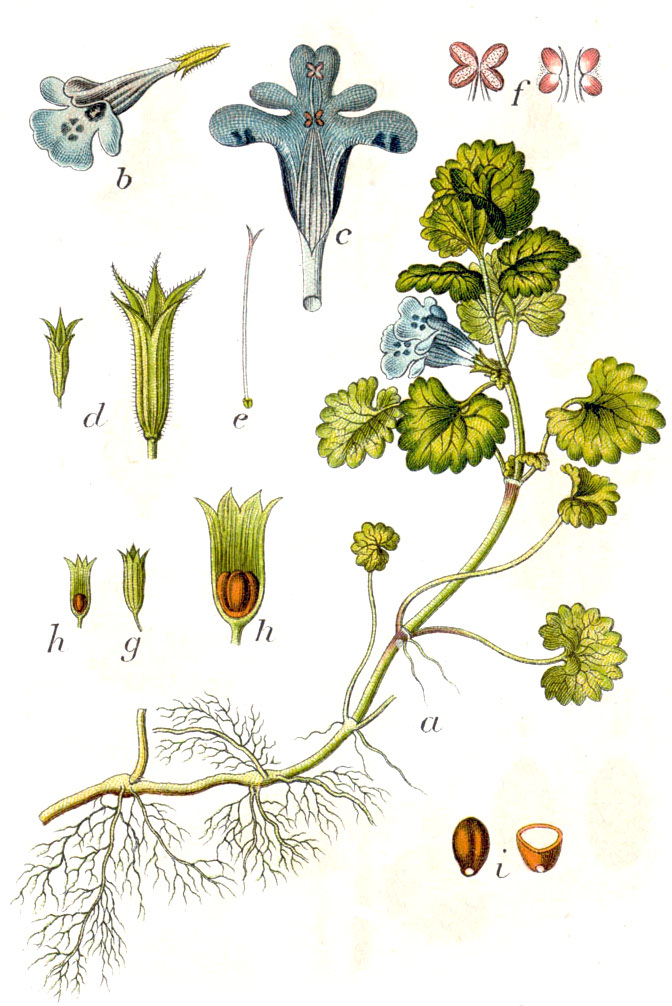
Будра плющевидная.

По Владимиру Далю, будра носит в разных местностях России такие названия, как подбируха, сороканедужная, баранчик, душмянка, кошачья мята; плющик (на Вятке), котовник (Воронеж), собачья мята (Смоленск), расходник (в южных областях), кротовник (Санкт-Петербург).
Энциклопедический словарь Ф. А. Брокгауза и И. А. Ефрона, кроме того, приводит ещё кошечник и грудная трава.
Большое количество местных названий будры в Российской империи приводит Н. И. Анненков в «Ботаническом словаре».
В России кошачьей мятой называют несколько близких, но разных растений семейства Яснотковые, чаще других — Котовник кошачий.
Этимологический словарь русского языка Макса Фасмера не может указать происхождение слова; при этом приводит ударение для этого слова на первый слог — бу́дра. В то же время в ботанической литературе встречается ударение на последний слог — будра́.

## Ботаническое описание
Многолетние травы с ползучими стеблями и длинными укореняющимися побегами.
Цветки маленькие, трубчатые, двугубые, лиловые, по нескольку в пазухах листьев.

## Распространение и экология
Произрастает по кустарниковым зарослям, в лесах, на лугах и как сорняк около жилья.
В природе будра имеет широкое распространение — Восточная и Средняя Европа, Кавказ, Сибирь, Дальний Восток, Средняя и Малая Азия, Северная Америка, Япония, Китай, Монголия.

## Хозяйственное значение и применение
Будра содержит эфирные масла и дубильные вещества; скотом не поедается.
Свежие листья будры используются для ароматизации спиртных и для изготовления тонизирующих напитков.
Будра издавна применялась для профилактики свинцовых отравлений, в художественных мастерских и в малярном производстве, для лечения при отравлении тяжёлыми металлами.

## Классификация

### Таксономия
Glechoma L., 1753, Sp. Pl. : 578
Род Будра относится к семейству Яснотковые (Lamiaceae) порядка Ясноткоцветные (Lamiales), который последовательно входит в вышестоящие клады Ламииды → Астериды → Суперастериды → Эвдикоты → Цветковые растения. Таксономическая схема в соответствии с Системой APG IV по состоянию на декабрь 2023 года:
|  |                          |  |                                   |                                   |                      |  | еще 23 семейства |               |               |                                                           |
|  |                          |  |                                   |                                   |                      |  |                  |               |               | 8 подтвержденных видов и 9 видов, ожидающих подтверждения |
|  |                          |  |                                   | порядок Ясноткоцветные            |                      |  |                  |               | род Будра     |                                                           |
|  |                          |  |                                   | порядок Ясноткоцветные            |                      |  |                  |               | род Будра     |                                                           |
|  | клада Цветковые растения |  |                                   |                                   | семейство Яснотковые |  |                  |               |               |                                                           |
|  | клада Цветковые растения |  |                                   |                                   |                      |  |                  |               |               |                                                           |
|  |                          |  | ещё 63 порядка цветковых растений | ещё 63 порядка цветковых растений |                      |  |                  | еще 267 родов | еще 267 родов |                                                           |
|  |                          |  |                                   | ещё 63 порядка цветковых растений |                      |  |                  |               | еще 267 родов |                                                           |

### Виды
- Glechoma biondiana (Diels) C.Y.Wu & C.Chen
- Glechoma grandis (A.Gray) Kuprian.
- Glechoma hederacea L. typus[1] — Будра плющевидная, или Будра стелющаяся, или собачья мята
- Glechoma hirsuta Waldst. & Kit. — Будра волосистая
- Glechoma longituba (Nakai) Kuprian.
- Glechoma pannonica Borbás
- Glechoma sardoa Bég.
- Glechoma sino-grandis C.Y.Wu

|                                                |  |
| Слева направо: Цветок и лист будры плющевидной |  |

Некоторые виды, ранее относимые к роду Будра, в настоящее время перенесены в другие роды трибы Мятные, например:
- Glechoma decolorans (Hemsl.) Turrill = Marmoritis decolorans (Hemsl.) H.W.Li
- Glechoma hindostana B.Heyne ex Roth = Nepeta hindostana (B.Heyne ex Roth) Haines
- Glechoma nivalis (Benth.) Press = Marmoritis nivalis (Benth.) Hedge
- Glechoma pharica (Prain) Turrill = Marmoritis pharica (Prain) A.L.Budantzev